# Cal Strong
Cal Strong   (Jacksonville, 12 d'agost de 1907 - Carmichael, 27 de gener de 2001) va ser un waterpolista estatunidenc que va competir durant les dècades de 1920 i 1930.
El 1932 va prendre part en els Jocs Olímpics de Los Angeles, on va guanyar la medalla de bronze en la competició de waterpolo. El 1985 fou incorporat al US Water Polo Hall of Fame.